# Oryphantes
Genre
Oryphantes est un genre d'araignées aranéomorphes de la famille des Linyphiidae.

## Distribution
Les espèces de ce genre se rencontrent en zone holarctique.

## Liste des espèces
Selon World Spider Catalog (version 16.5, 10/11/2015) :
- Oryphantes aliquantulus Dupérré & Paquin, 2007
- Oryphantes angulatus (O. Pickard-Cambridge, 1881)
- Oryphantes bipilis (Kulczyński, 1885)
- Oryphantes cognatus (Tanasevitch, 1992)
- Oryphantes geminus (Tanasevitch, 1982)

## Publication originale
- Hull, 1932 : Nomenclature of British linyphiid spiders: A brief examination of Simon's French catalogue. Transactions of the Northern Naturalists' Union, vol. 1, p. 104-110.